# وانگربرگ
وانگربرگ (به لاتین: Wangerberg) یک روستا در لیختن‌اشتاین است که در تریزنبرگ واقع شده‌است.

## خصوصیات
وانگربرگ ۸۸۰ متر بالاتر از سطح دریا واقع شده‌است.